# 5.ª División de Portaaviones (Japón)
La 5.a División de Portaaviones (第五航空戦隊 Dai-go Kōkū Sentai?) fue una unidad de portaaviones de la 1.a Flota Aérea de la Armada Imperial Japonesa.

## Historia

### Segunda Guerra Mundial
Al comienzo de la Guerra del Pacífico en la Segunda Guerra Mundial, la división estaba compuesta por los portaaviones Shōkaku y Zuikaku, junto con los destructores Oboro y Akigumo.

## Historial
| Fecha                    | Unidades                                                                         |
| ------------------------ | -------------------------------------------------------------------------------- |
| 25 de agosto de 1941     | Shōkaku, Oboro, Sazanami                                                         |
| 5 de septiembre de 1941  | Shōkaku, Kasuga Maru, Oboro, Sazanami                                            |
| 17 de septiembre de 1941 | Shōkaku, Kasuga Maru, Oboro, Akigumo                                             |
| 25 de septiembre de 1941 | Shōkaku, Zuikaku, Oboro, Akigumo                                                 |
| 10 de abril de 1942      | Shōkaku, Zuikaku                                                                 |
| 20 de junio de 1942      | Shōkaku, Zuikaku, Zuihō                                                          |
| 14 de julio de 1942      | Disuelta; todos los portaaviones transferidos a la 1.ª División de Portaaviones. |